# Netphen
Netphen – miasto w Niemczech, w kraju związkowym Nadrenia Północna-Westfalia, w rejencji Arnsberg, w powiecie Siegen-Wittgenstein. Liczy 24 101 mieszkańców (2010).

## Współpraca
Miejscowości partnerskie:
- Quiévy, Francja
- Vrchlabí, Czechy
- Żagań, Polska od 1995